# Артемис Фаул II
Артемис Фаул — главный герой серии романов ирландского писателя Оуэна Колфера «Артемис Фаул».

## Начало истории
Семья Фаул является лидирующей в ирландской мафии семьёй, история которой восходит, по крайней мере, к Нормандскому завоеванию. Честными и нечестными способами Фаулы нажили огромнейшее состояние. При отце Артемиса, Артемисе-старшем, богатство Фаулов пребывало не в лучшем своём состоянии, и тот решил поправить его, заключив сделку с русскими по поставке «Кока-Колы». Артемису было десять лет, когда отец пропал. Его главная цель с того момента — отыскать Артемиса-старшего.
В возрасте одиннадцати-двенадцати лет Артемис находит в Интернете упоминание об эльфах и решает попробовать выманить у волшебного народца золото…

## Внешность
Артемис аномально бледен, его нередко сравнивают с вампиром. Он очень худой, низкого роста, несколько нескладен и неспортивен. У Артемиса довольно короткие волосы цвета воронова крыла. Глаза Артемиса широко расставлены, изначально они ярко-голубые, но в книге «Затерянный мир» он в результате перемещений в параллелях меняется левым глазом с Элфи, так что теперь один из его глаз орехово-карий. В книге «Последний хранитель» глаза стали голубыми. Вместо обычной подростковой одежды предпочитает деловые костюмы «Армани».

## Личность
Девиз Фаулов — «Aurum potestas est» («Золото — это власть»). Девиз самого Артемиса — «Познай врага своего».
Наследник преступной империи Фаулов. Вундеркинд и гангстер, изощрённый ум которого позволяет ему легко щёлкать самые сложные задачи и без труда разрабатывать самые гениальные преступные планы. Артемис владеет несколькими языками, в том числе и языком гномов.
В начале серии Артемис обладает ужасным характером, презирает людей, так как не встречает никого, равного себе. Однако, со временем, на нём сказывается влияние членов его семьи и фей, открывая в Артемисе сострадательные, нежные стороны. В книге «Затерянный мир» есть намёки на романтические отношения Артемиса и Минервы Парадизо. Однако она не появляется в следующей книге и нет никаких оснований полагать, что появится в дальнейших. В книге «Парадокс Времени» он проявляет интерес к Элфи, для себя объясняя это половым созреванием. В книге «Комплекс Атлантиды» альтер эго Артемиса, Орион, признаётся Элфи в любви и на протяжении всей книги проявляет к ней привязанность.
Несмотря на колоссальный интеллект, Артемису несколько не хватает социальных навыков, возможно, он страдает синдромом Аспергера, хотя он утверждает в первой книге, что в плане медицинских проблем имеет лишь слабую аллергию на клещей. Он несомненный эксперт в области психологии и социологии, однако ему не хватает опыта общения с людьми. Фаул, подобно всем своим предкам, расчётлив, прагматичен и хладнокровен. Артемис ходит в школу имени Святого Бартлби (Ирландия, графство Уиклоу), но избегает общения со своими сверстниками. Единственное, что может ненадолго поколебать или вывести из себя Артемиса — угроза его семье или близким.

## Достижения
- Обыграл в онлайн турнире по шахматам чемпиона Европы Эвана Кашогги;
- Изобрёл и запатентовал более двадцати семи изобретений;
- Одержал победу в конкурсе на лучший архитектурный проект нового оперного театра в Дублине;
- В возрасте 12 лет придумал и написал компьютерную программу, при помощи которой взломал систему охраны одного из швейцарских банков и перевёл на свой счёт несколько миллионов долларов;
- Подделал более дюжины полотен импрессионистов;
- Выманил у волшебного народца весьма значительное количество золота.

И это отнюдь не полный список его достижений.
В конце книги «Затерянный мир», во время перемещения в пространстве и времени, овладел магией и научился немного ей пользоваться, но скрыл это от волшебного народца. Позже признался об этом Элфи в книге «Парадокс времени», но к тому моменту он всю её истратил, пытаясь излечить мать.

## Псевдонимы
Артемис также использует множество псевдонимов, чтобы скрыть свою личность, большинство из них построены на игре слов и отражают его интеллектуальный уровень. Например: «F. Roy Dean Schlippe» (Freudian Slip — оговорка по Фрейду), «Emmesey Squire» (E=mc²), «Dr. C. Niall DeMencha» (senile dementia — старческое слабоумие), «Sir E. Brum» (cerebrum — головной мозг), «Malachy Pasteur» и «Violet Tsirblou» (Violets are blue).
Два последних псевдонима упомянуты в седьмой книге серии, «Парадокс Времени». «Violet Tsirblou» был первым псевдонимом Артемиса, которым он подписывал свои романы в возрасте десяти лет. Malachy Pasteur — псевдоним, который Артемис использовал, чтобы взломать базу данных.

## Интересные факты
- Любимая книга Артемиса Фаула — «Повелитель мух» Уильяма Голдинга. Артемис называет это произведение увлекательнейшим психологическим исследованием поведения группы подростков, изолированных на необитаемом острове. По мнению Фаула-младшего, если бы он был одним из них, то стал бы лидером буквально через неделю.
- Любимая песня Артемиса Фаула — It’s no game Part 2 из альбома Scary Monsters британского рок-певца Дэвида Боуи. Фаул II считает его выдающейся личностью, и, по его словам, Боуи — настоящий хамелеон, никогда не знаешь, чего от него ожидать.

## Критика и отзывы
- Артемис Фаул II занял 12 место в списке самых богатых вымышленных персонажей, составленном журналом Forbes в 2008 году. Его состояние оценили в 1,6 миллиарда долларов[1], в 2010 году 11 место и 1,9 миллиарда[2], в 2011 третье место с 13,5 миллиардами[3].